# Наголоватки павутинясті
Наголоватки павутинясті, юринея павутиниста (Jurinea arachnoidea) — вид рослин з родини айстрових (Asteraceae), поширений у Румунії, Молдові, Україні, Росії, Грузії, Казахстані.

## Опис
Багаторічна рослина 30–90 см заввишки. Обгортки кошиків густо-павутинисті, 12–17 мм завдовжки, їхні листочки 5–15 мм довжиною.

## Поширення
Поширений у Румунії, Молдові, Україні, Росії, Грузії, Казахстані.
В Україні вид зростає на степових і кам'янистих схилах — у Лівобережному Лісостепу і Степу, спорадично.